# Али ат-Табари
Абу́-ль-Ха́сан Али́ ибн Сахль Рабба́н ат-Табари́ (перс. علی ابن سهل ربان طبری آملی‎; ок. 838, Мерв, Табаристан — 870) — врач, создатель первой энциклопедии по медицине, психолог, пионер педиатрии. Учитель знаменитого врача Абу Бакра ар-Рази.

## Биография
Али аль-Табари был родом из еврейской семьи из Мерва в Табаристане. Он был сыном Сагля аль-Табари. Али владел сирийским и греческим языками, имел каллиграфический почерк. Он жил в Рее, затем переехал в Самарру, где несколько лет исполнял обязанности секретаря у Мазьяра ибн-Карина.
По просьбе аббасидского халифа аль-Мутасима (833—842) Али принял ислам. Халиф определил его на службу при своём дворе, где Али продолжал служить и при аль-Мутаваккиле (847—861).

## Шахматы
Али аль-Табари был известен как первый шахматист-еврей. Его отождествляют с известным шахматистом Адли. В шахматы, Али, когда жил в Рее, играл со своим учеником — с известным врачом Ар-Рази, причём победителем оказывался ученик.
Али рекомендовал шахматы в качестве средства для развития умственных способностей.

## Медицина
Али был автором ряда книг:
- «Фирдаус аль-Хикма» (араб. فردوس الحكمة‎; «Сад мудрости»; оно называется также «Al-Kunnasch» и представляет систематическое в 7 частях изложение медицины).
- «Китаб Тухфат аль-Мулюк» (араб. كتاب تحفة الملوك‎; «Дар царя»).
- Сочинение о правильном употреблении пищи, питья и медикаментов.
- «Хафз ас-Сиххат» (араб. حفظ الصحة‎; «Попечение о здоровье»), по греческим и индийским источникам.
- «Китаб ар-Рука» (араб. كتاب الرقى‎; «Книга об амулетах»).
- «Китаб фи аль-хиджама» (араб. كتاب في الحجامة‎; «Книга о кровопускании»).
- «Китаб фи Тартиб аль-агзият» (араб. كتاب في ترتيب الأغذية‎; «Трактат о приготовлении пищи»).
- «Китаб ад-дин ва-ль-дауля» (араб. الدين والدولة‎; «Трактат о религии и государстве»).

Его книга Фирдаус аль-Хикма была первой энциклопедией по медицине. Эта книга была разделена на 7 секций и 30 частей (360 глав). В книге говорилось о педиатрии и развития ребёнка, а также психологии и психотерапии. В области медицины и психотерапии, работа была в основном под влиянием исламской мысли и древних индийских врачей, таких как Сушрута и Чарака. В отличие от предшествующих врачей, аль-Табари подчеркнул тесные связи между психологией и медициной, о необходимости в психотерапии и консультировании в терапевтическом лечении больных.